# جيري وينشتاين
جيري وينشتاين (بالإنجليزية: Jerry Weinstein)‏ هو مدرب كرة القاعدة ‏ أمريكي، ولد في 9 نوفمبر 1943 في لوس أنجلوس في الولايات المتحدة.

## وصلات خارجية
- جيري وينشتاين على موقعبيزبول رفرنس.كوم (الدوري الثانوي) (الإنجليزية)